# Лаппалайнен, Онни
Онни Армас Лаппалайнен (фин. Onni Armas Lappalainen; 30 июля 1922 — 12 января 1971) — финский гимнаст, призёр Олимпийских игр.
Онни Лаппалайнен родился в 1922 году в Миккели. В 1952 году в составе финской команды завоевал бронзовую медаль Олимпийских игр в Хельсинки. В 1956 году в составе финской команды завоевал бронзовую медаль Олимпийских игр в Мельбурне.